# 伏虎山烈士陵园

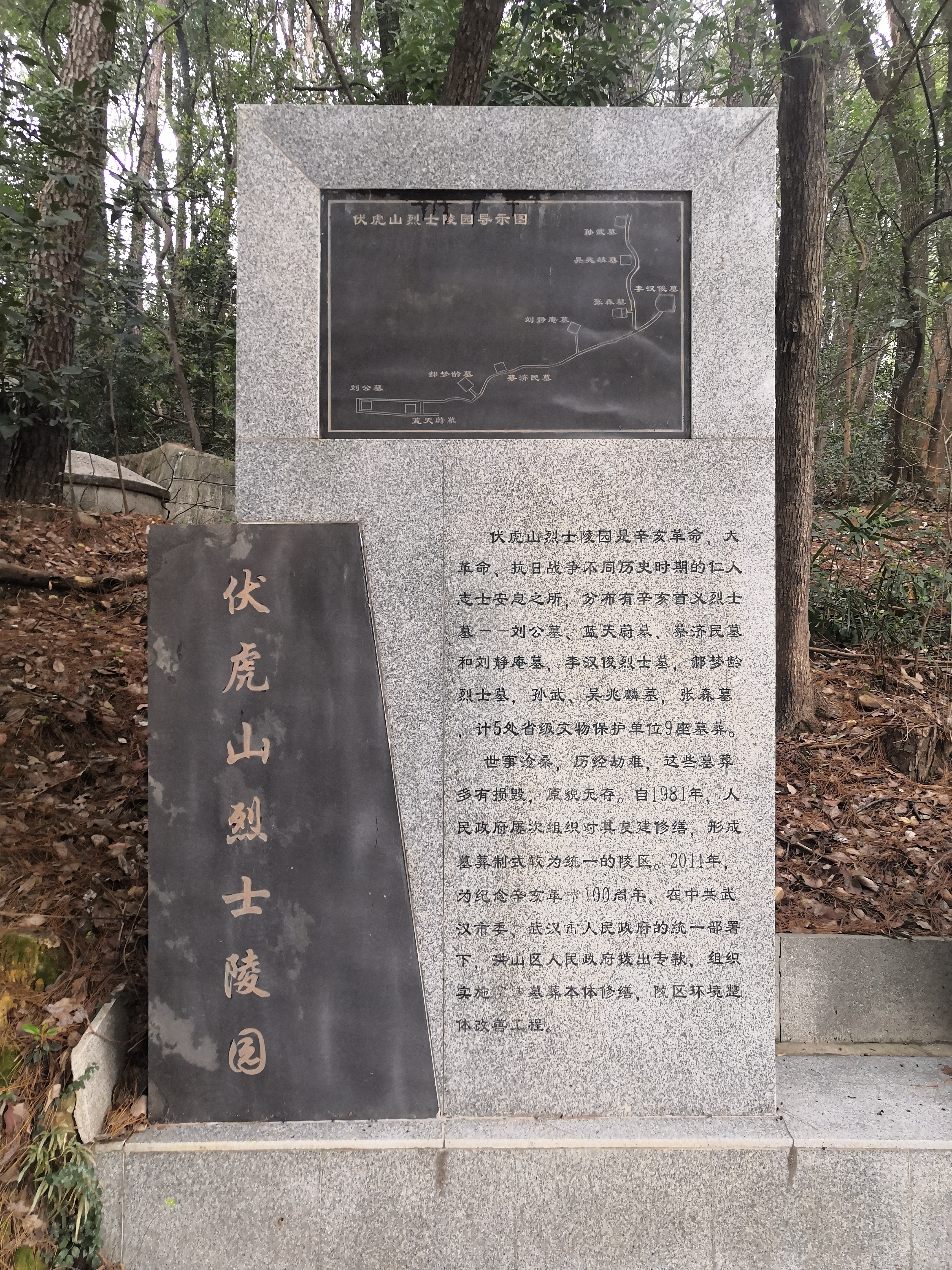
伏虎山烈士陵园介绍碑（2021年拍摄）

伏虎山烈士陵园，是位于中华人民共和国湖北省武汉市洪山区卓刀泉街道的一座陵园，占地10公頃（150亩）。陵园内共有九座墓葬，均为湖北省文物保护单位。本文按照由外至里的顺序记载这九座墓葬。

## 历史
自1981年起，当地政府多次组织修复和重建工作，该陵区的墓葬风格逐渐趋于统一。2011年1月，为纪念辛亥革命100周年，洪山区政府拨出105万元专项资金，对伏虎山烈士墓群做出保护性修缮工程。该修缮工程于同年9月完成。2023年，洪山区投入资金，对陵园内的墓葬进行修缮。
2021年，洪山区人民检察院联合武汉军事检察院，就伏虎山烈士陵园存在的文物旁设置停车位、车辆随意停放、堆放建筑及生活垃圾等问题，举行互联网公开听证。

## 刘公墓
1920年12月，刘公在上海病逝。
1928年，湖北省政府将其灵柩运回武汉，公葬于伏虎山。原墓毁于“文化大革命”，现墓1981年重修。坐南朝北，基础为砖石结构，土顶，呈椭圆形，高2米。仿悬山式墓碑，高2.7米，宽1.2米，上刻“刘公先生之墓”。四周有1米高的围墙。
1956年11月15日，刘公墓作为“辛亥首义烈士墓（一）”的子项被湖北省人民委员会认定为湖北省文物保护单位。
其保护范围为：辛亥首义烈士墓（一）与李汉俊墓、郝梦龄墓、张森墓、孙武墓、吴兆麟墓、卓刀泉等实行联体保护。东面向外延伸至蓝天蔚墓冢东边缘以东40米，南面向外延伸至伏虎山山脊线，西面向外延伸至卓刀泉南路东侧规划道路红线，北面向外延伸至30米高程等高线。
其建设控制地带为：与李汉俊墓、郝梦龄墓、张森墓、孙武墓、吴兆麟墓、卓刀泉等实行联体控制。以保护范围为界，东面向外延伸至伏虎山山垭口，南面向外延伸至伏虎山南坡40米高程等高线，西面与保护范围重合，北面向外延伸至珞喻路南侧规划道路红线。

### 刘公墓相册

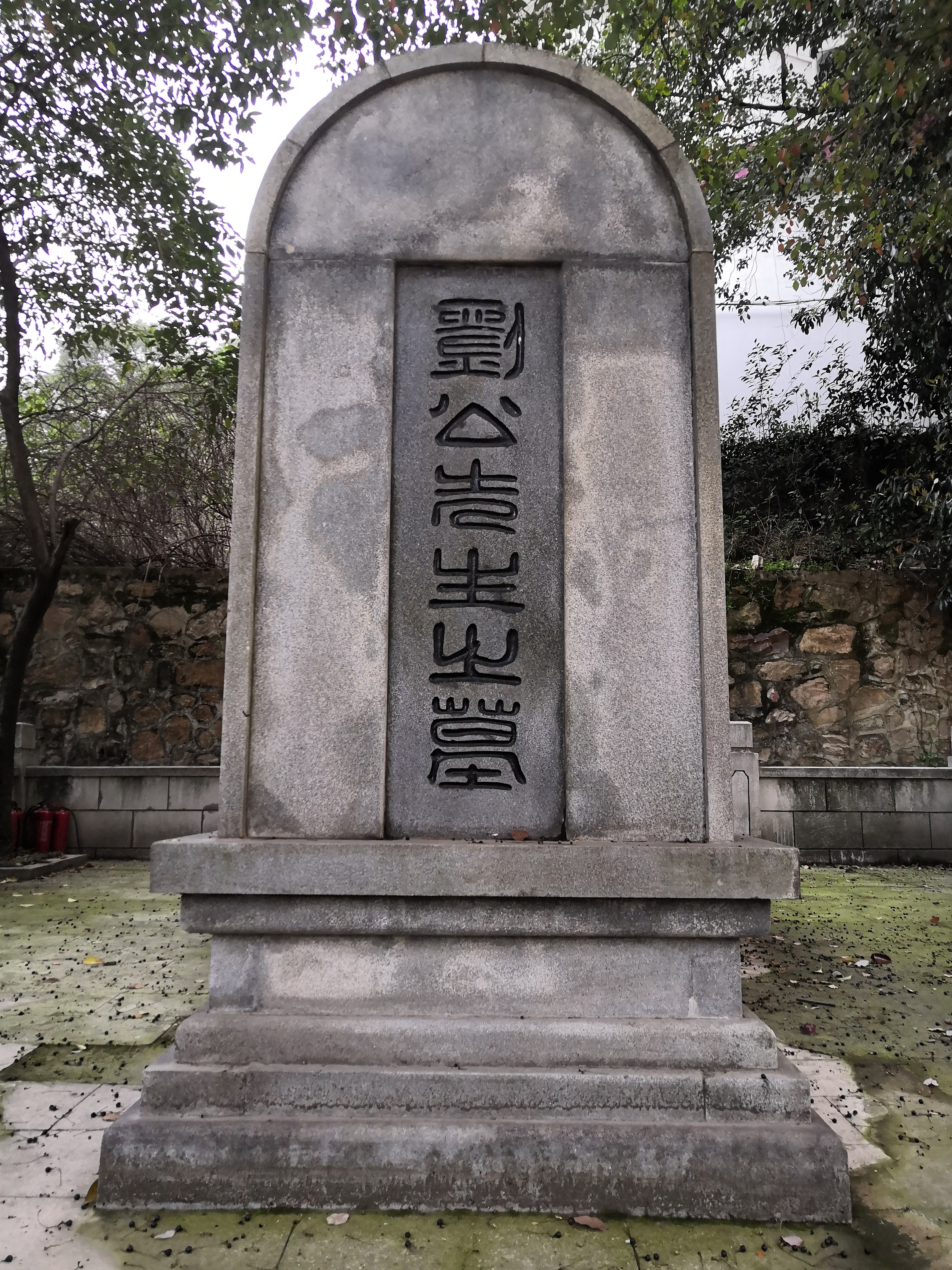
刘公墓墓碑 （2021年拍摄）
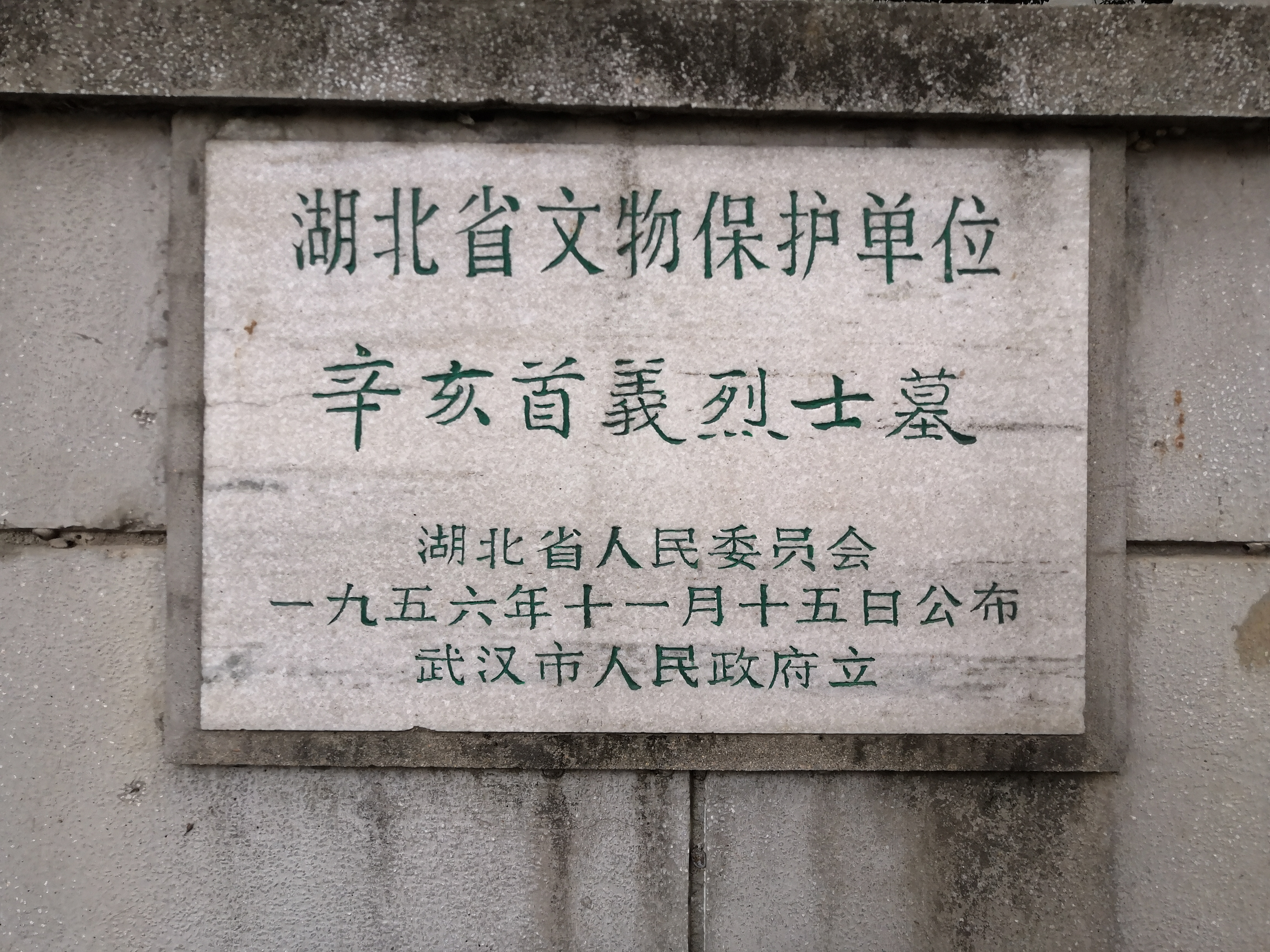
刘公墓文物保护单位标志 （2021年拍摄）

## 蓝天蔚墓
1921年，蓝天蔚逝世于四川。
1926年春，灵柩被移回湖北省，先停灵武昌长春观内，之后在伏虎山举行公葬，章太炎为其撰写墓志铭。原墓毁于“文化大革命”，现墓1981年重修。坐南朝北，砖石水泥结构，土顶，椭圆形，墓长3.6米，宽2.6米，高2米，墓碑高2.7米，宽1.2米，上刻“蓝天蔚先生之墓”。四周有1米高的围墙。
1956年11月15日，蓝天蔚墓作为“辛亥首义烈士墓（一）”的子项被湖北省人民委员会认定为湖北省文物保护单位。
其保护范围为：辛亥首义烈士墓（一）与李汉俊墓、郝梦龄墓、张森墓、孙武墓、吴兆麟墓、卓刀泉等实行联体保护。东面向外延伸至蓝天蔚墓冢东边缘以东40米，南面向外延伸至伏虎山山脊线，西面向外延伸至卓刀泉南路东侧规划道路红线，北面向外延伸至30米高程等高线。
其建设控制地带为：与李汉俊墓、郝梦龄墓、张森墓、孙武墓、吴兆麟墓、卓刀泉等实行联体控制。以保护范围为界，东面向外延伸至伏虎山山垭口，南面向外延伸至伏虎山南坡40米高程等高线，西面与保护范围重合，北面向外延伸至珞喻路南侧规划道路红线。

### 蓝天蔚墓相册

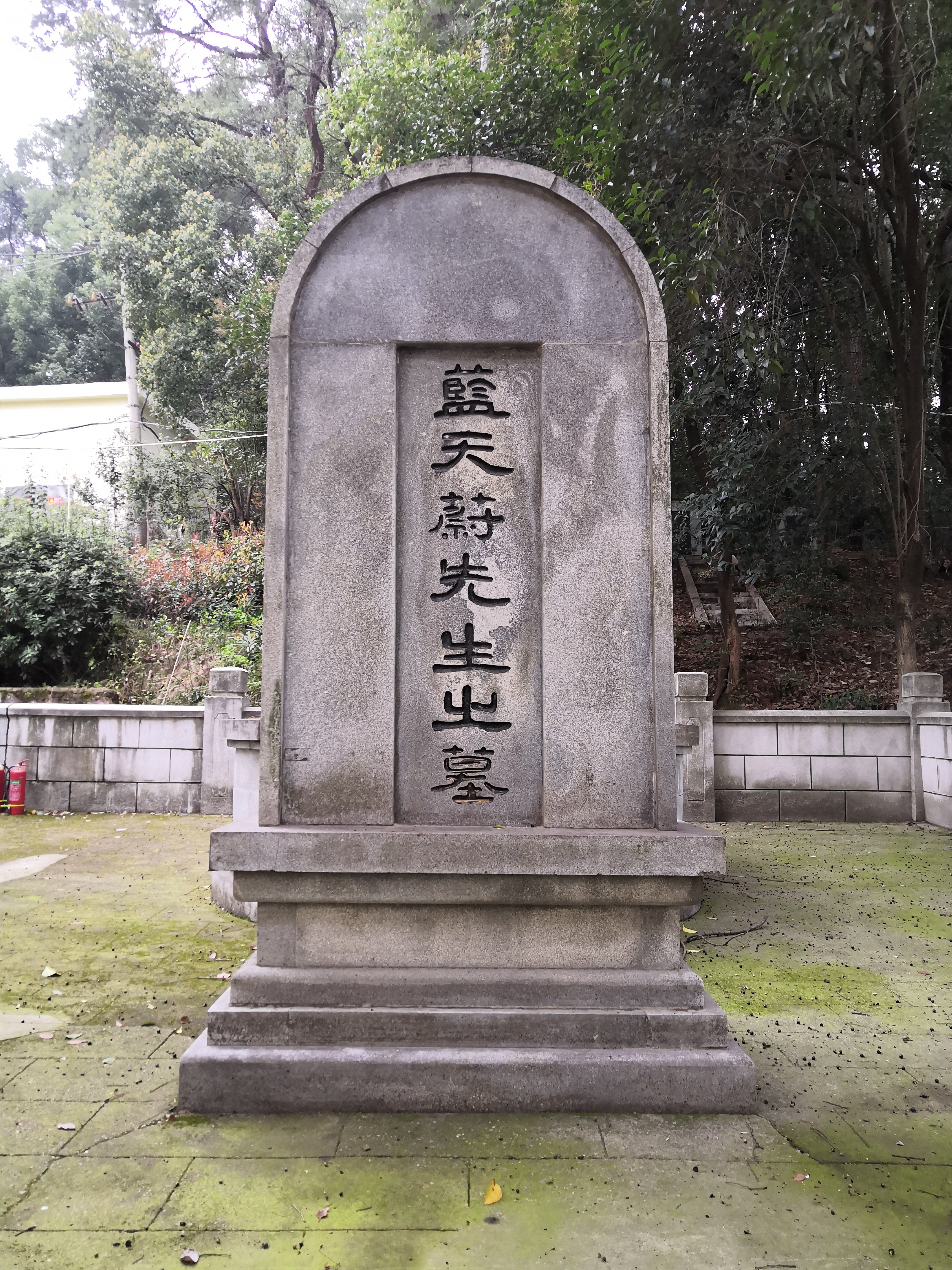
蓝天蔚墓墓碑 （2021年拍摄）
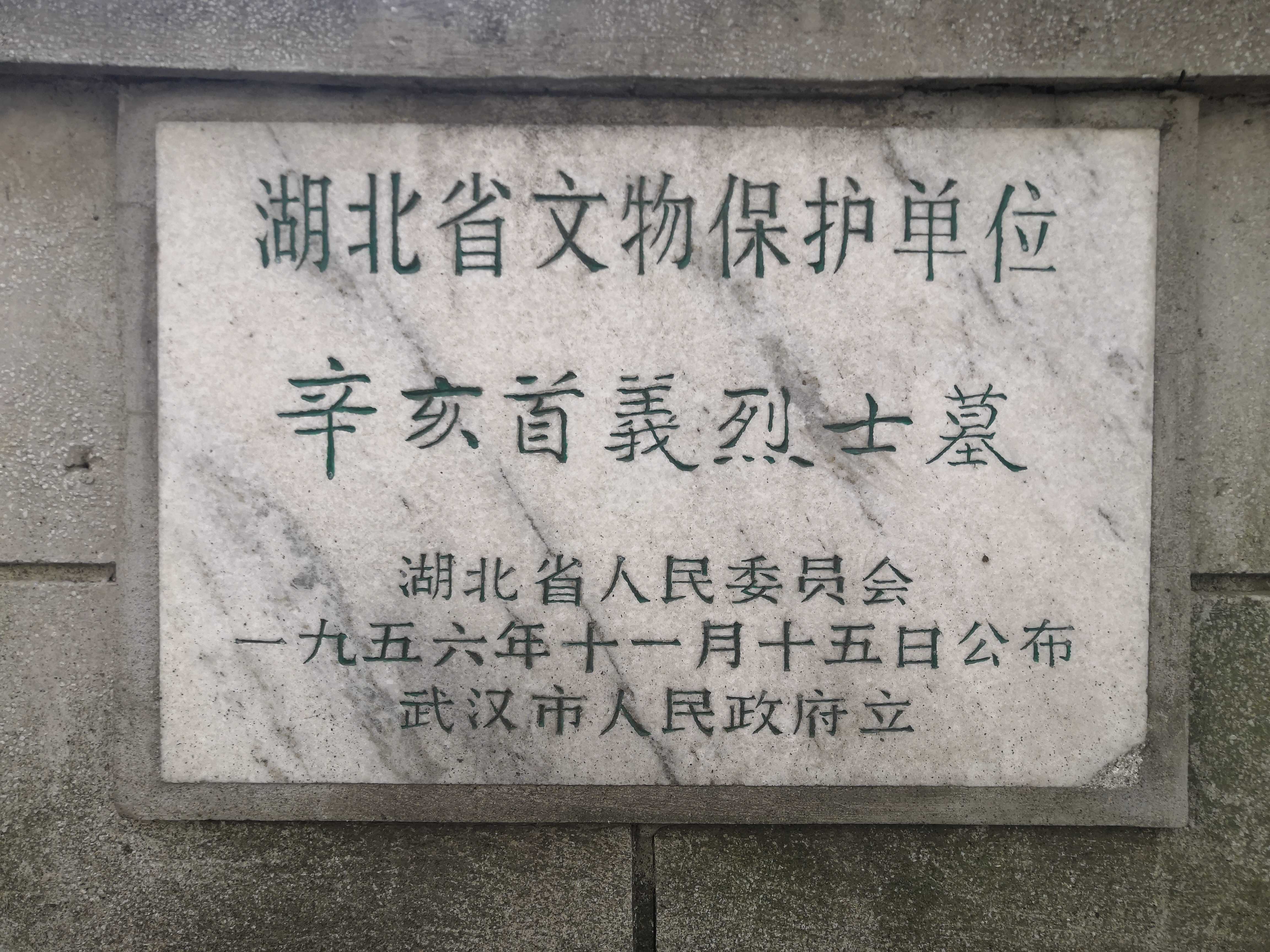
蓝天蔚墓文物保护单位标志 （2021年拍摄）

## 郝梦龄墓
1937年10月，郝梦龄在山西忻口抗日战争中逝世。
同年，灵柩运抵武汉，之后以国葬礼仪安葬于伏虎山。墓初建于1937年，原墓毁于“文化大革命”，1981年在原址重修。坐西南朝东北。墓冢为正方形、穹隆顶，高2米，混凝土结构。前立仿悬山式墓碑，高2.7米，正面镌有“郝梦龄烈士之墓”。四周有1米高的围墙，面积约70平方米。
1988年12月25日，以郝梦龄烈士墓的名义被评为第三批武汉市文物保护单位；2002年11月7日，郝梦龄墓被湖北省人民政府认定为湖北省文物保护单位。
其保护范围为：郝梦龄墓与辛亥首义烈士墓（一）、张森墓、李汉俊墓、孙武墓、吴兆麟墓、卓刀泉等实行联体保护。东面向外延伸至蓝天蔚墓冢东边缘以东40米，南面向外延伸至伏虎山山脊线，西面向外延伸至卓刀泉南路东侧规划道路红线，北面向外延伸至30米高程等高线。
其建设控制地带为：与辛亥首义烈士墓（一）、张森墓、李汉俊墓、孙武墓、吴兆麟墓、卓刀泉等实行联体控制。以保护范围为界，东面向外延伸至伏虎山山垭口，南面向外延伸至伏虎山南坡40米高程等高线，西面与保护范围重合，北面向外延伸至珞喻路南侧规划道路红线。

### 郝梦龄墓相册

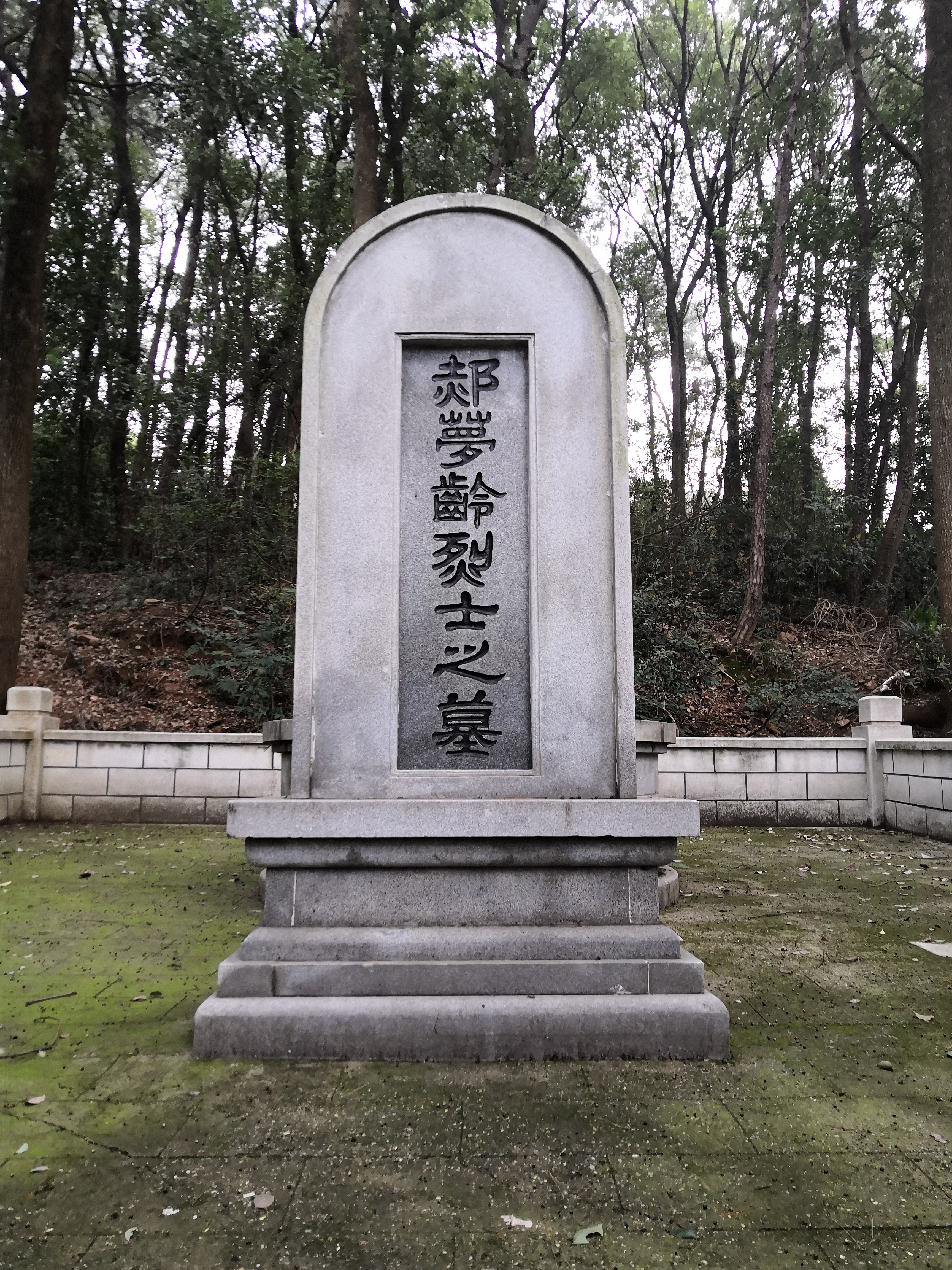
郝梦龄墓墓碑 （2021年拍摄）
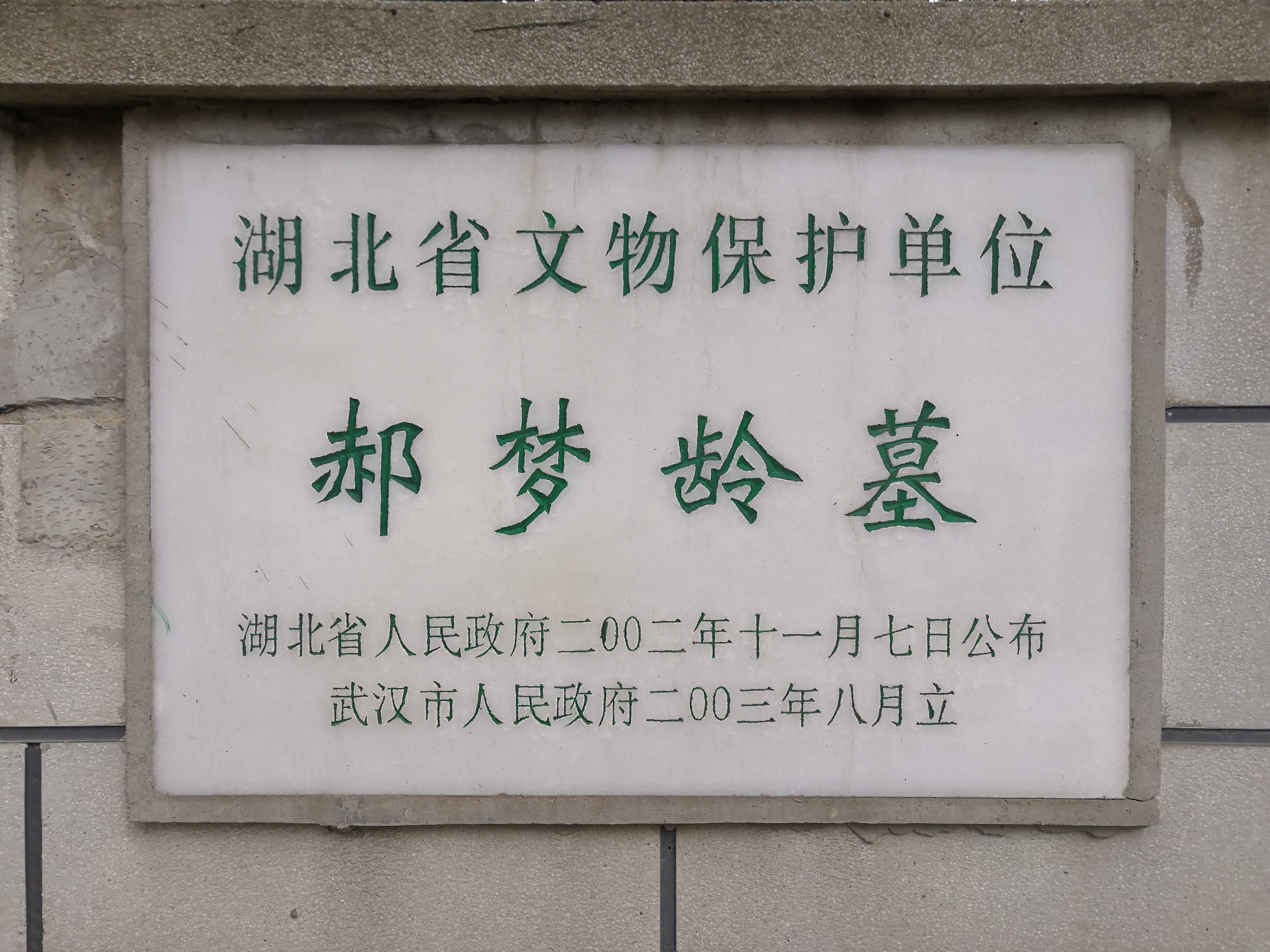
郝梦龄墓文物保护单位标志 （2021年拍摄）

## 蔡济民墓
1919年，蔡济民在利川被害。
1927年，省政府决议公葬于伏虎山。章太炎为其撰写墓志铭，称赞他“军中能者以黄陂蔡君为枭，虏帅辟易，江汉以清”。原墓毁于“文化大革命”，1981年原址重修。坐东朝西，基础为砖石砌筑，椭圆封土顶，墓长3.6米，宽2.6米，高2米。仿悬山式墓碑，高2.7米，宽1.2米，上刻“蔡济民先生之墓”。四周有1米高的围墙，占地80平方米。
1956年11月15日，蔡济民墓作为“辛亥首义烈士墓（一）”的子项被湖北省人民委员会认定为湖北省文物保护单位。
其保护范围为：辛亥首义烈士墓（一）与李汉俊墓、郝梦龄墓、张森墓、孙武墓、吴兆麟墓、卓刀泉等实行联体保护。东面向外延伸至蓝天蔚墓冢东边缘以东40米，南面向外延伸至伏虎山山脊线，西面向外延伸至卓刀泉南路东侧规划道路红线，北面向外延伸至30米高程等高线。
其建设控制地带为：与李汉俊墓、郝梦龄墓、张森墓、孙武墓、吴兆麟墓、卓刀泉等实行联体控制。以保护范围为界，东面向外延伸至伏虎山山垭口，南面向外延伸至伏虎山南坡40米高程等高线，西面与保护范围重合，北面向外延伸至珞喻路南侧规划道路红线。

### 蔡济民墓相册

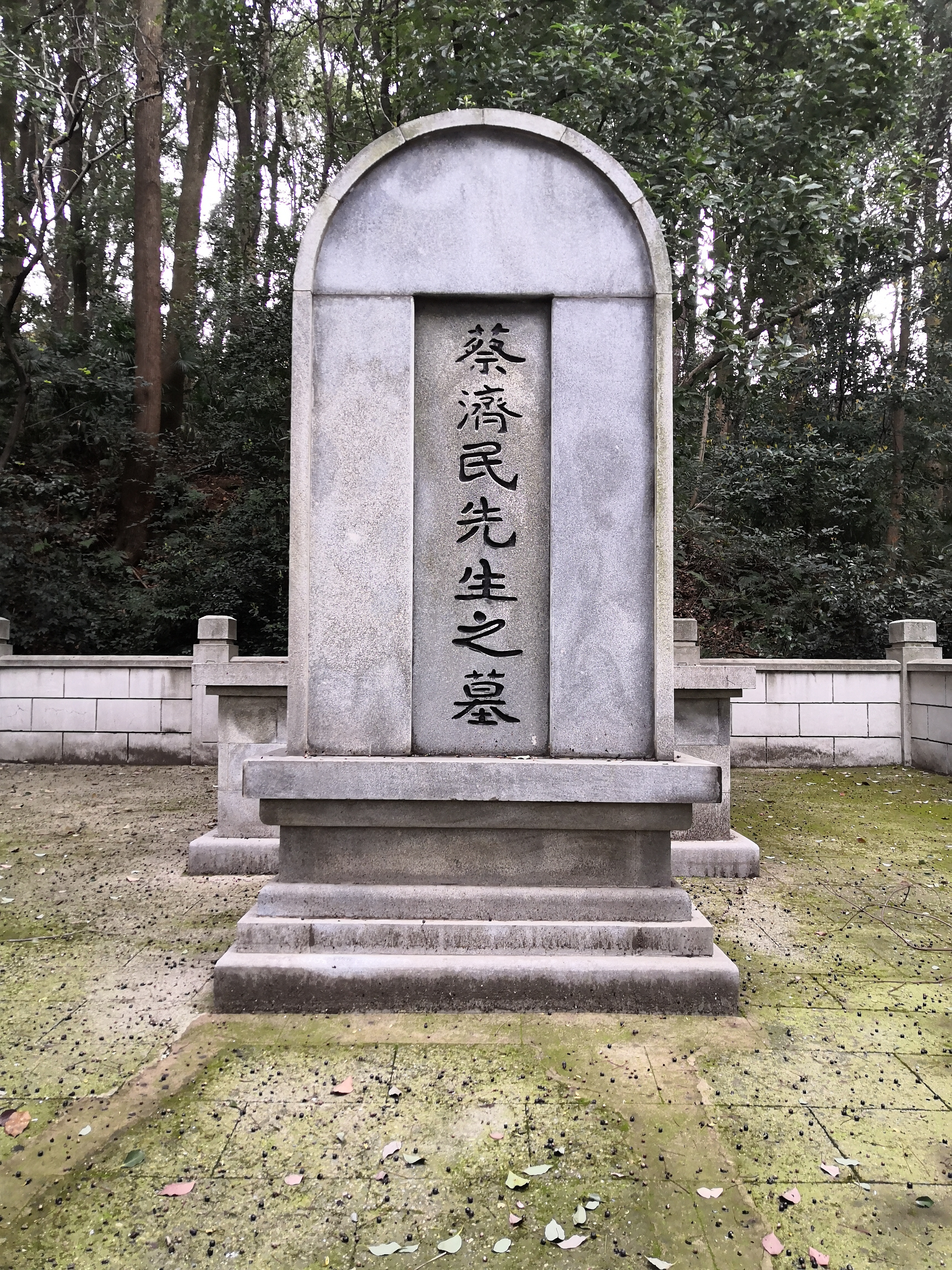
蔡济民墓墓碑 （2021年拍摄）
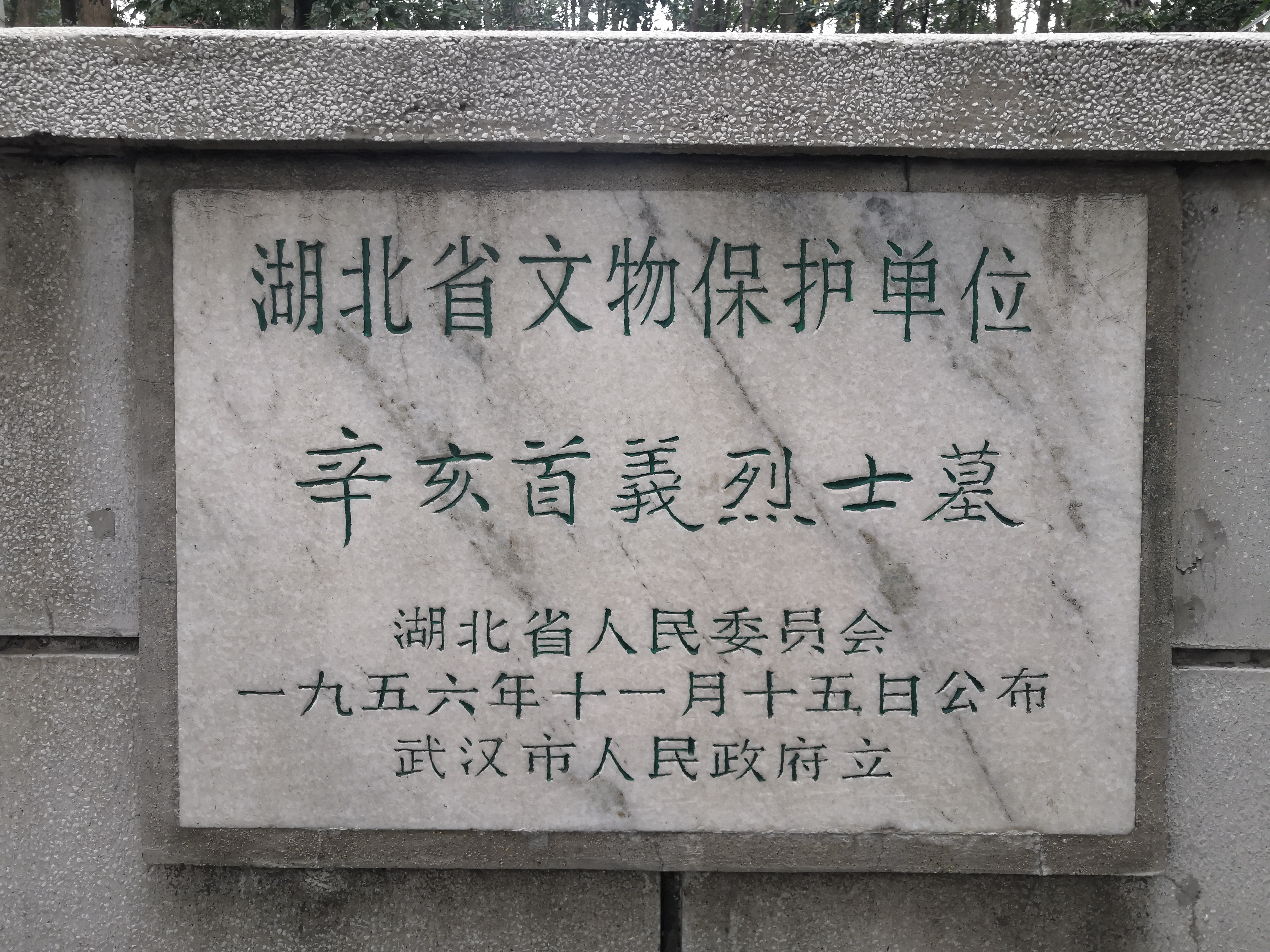
蔡济民墓文物保护单位标志 （2021年拍摄）

## 刘静庵墓
1911年5月16日，刘静庵去世，终年37岁。
1928年，湖北省务会议议决举行公葬于伏虎山，张难先为其撰写墓志铭。原墓毁于“文化大革命”，1981年原址重修。新墓坐西南朝东北，占地面积约70平方米，砖石水泥结构，土顶高约2米，呈椭圆形。前立有仿悬山式墓碑，高2.7米，上刻“刘静庵先生之墓”。四周有1米高的围墙。
1956年11月15日，刘静庵墓作为“辛亥首义烈士墓（一）”的子项被湖北省人民委员会认定为湖北省文物保护单位。
其保护范围为：辛亥首义烈士墓（一）与李汉俊墓、郝梦龄墓、张森墓、孙武墓、吴兆麟墓、卓刀泉等实行联体保护。东面向外延伸至蓝天蔚墓冢东边缘以东40米，南面向外延伸至伏虎山山脊线，西面向外延伸至卓刀泉南路东侧规划道路红线，北面向外延伸至30米高程等高线。
其建设控制地带为：与李汉俊墓、郝梦龄墓、张森墓、孙武墓、吴兆麟墓、卓刀泉等实行联体控制。以保护范围为界，东面向外延伸至伏虎山山垭口，南面向外延伸至伏虎山南坡40米高程等高线，西面与保护范围重合，北面向外延伸至珞喻路南侧规划道路红线。

### 刘静庵墓相册

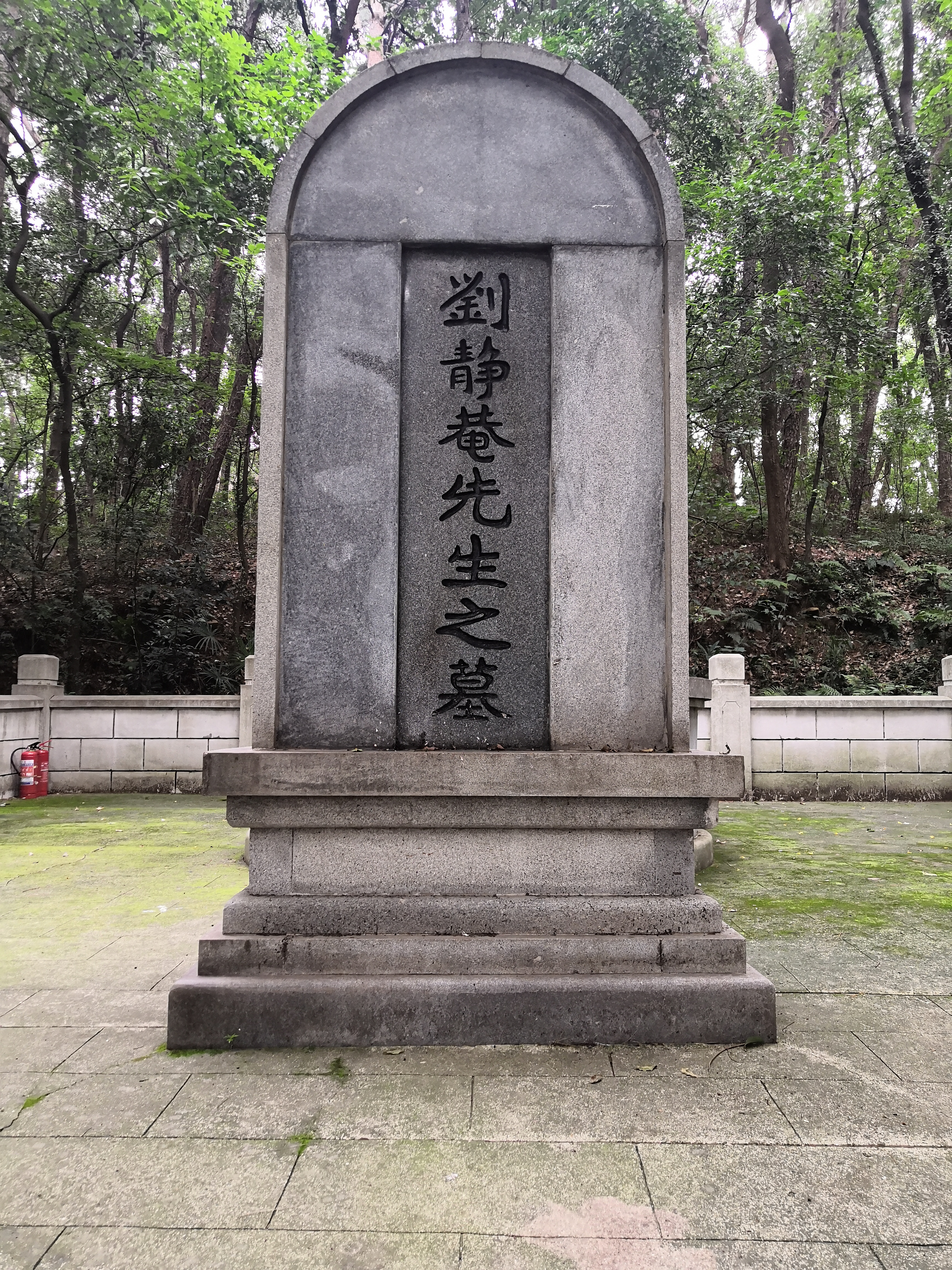
刘静庵墓墓碑 （2021年拍摄）
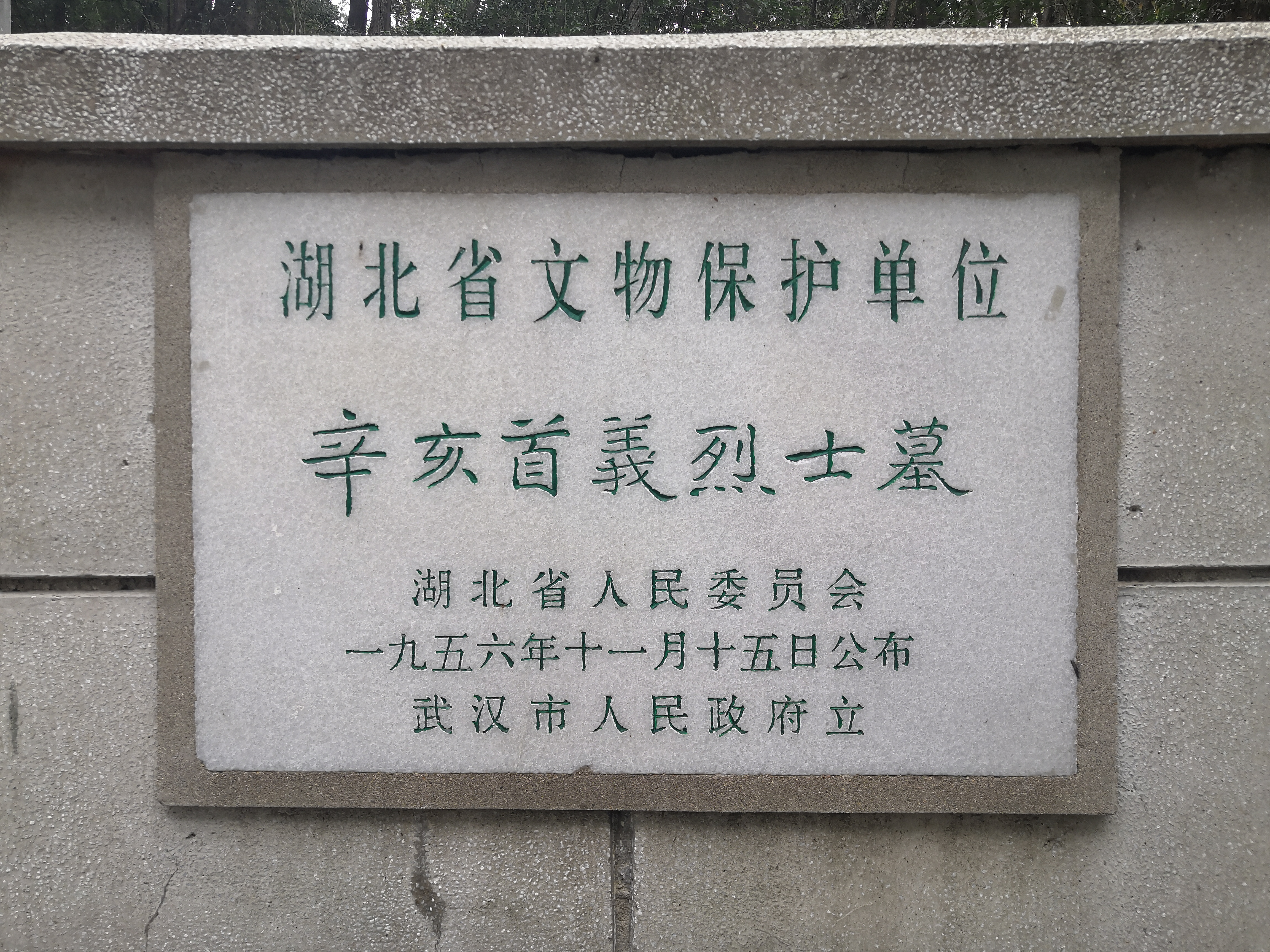
刘静庵墓文物保护单位标志 （2021年拍摄）

## 李汉俊墓
原墓毁于“文化大革命”，1981年进行维修。坐东朝西，为长方形，长4.5米，宽3米，圆顶。墓碑通高2.6米，碑座长1.3米，宽1.1米，呈宝塔状，上刻“李汉俊烈士之墓”。四周有1米高的围墙，占地60平方米。
1983年4月7日，以李汉俊烈士墓的名义被武汉市人民政府认定为武汉市文物保护单位；1992年12月16日，李汉俊墓被湖北省人民政府认定为湖北省文物保护单位。
其保护范围为：李汉俊墓与辛亥首义烈士墓（一）、郝梦龄墓、张森墓、孙武墓、吴兆麟墓、卓刀泉等实行联体保护。东面向外延伸至蓝天蔚墓冢东边缘以东40米，南面向外延伸至伏虎山山脊线，西面向外延伸至卓刀泉南路东侧规划道路红线，北面向外延伸至30米高程等高线。
其建设控制地带为：与辛亥首义烈士墓（一）、郝梦龄墓、张森墓、孙武墓、吴兆麟墓、卓刀泉等实行联体控制。以保护范围为界，东面向外延伸至伏虎山山垭口，南面向外延伸至伏虎山南坡40米高程等高线，西面与保护范围重合，北面向外延伸至珞喻路南侧规划道路红线。

### 李汉俊墓相册

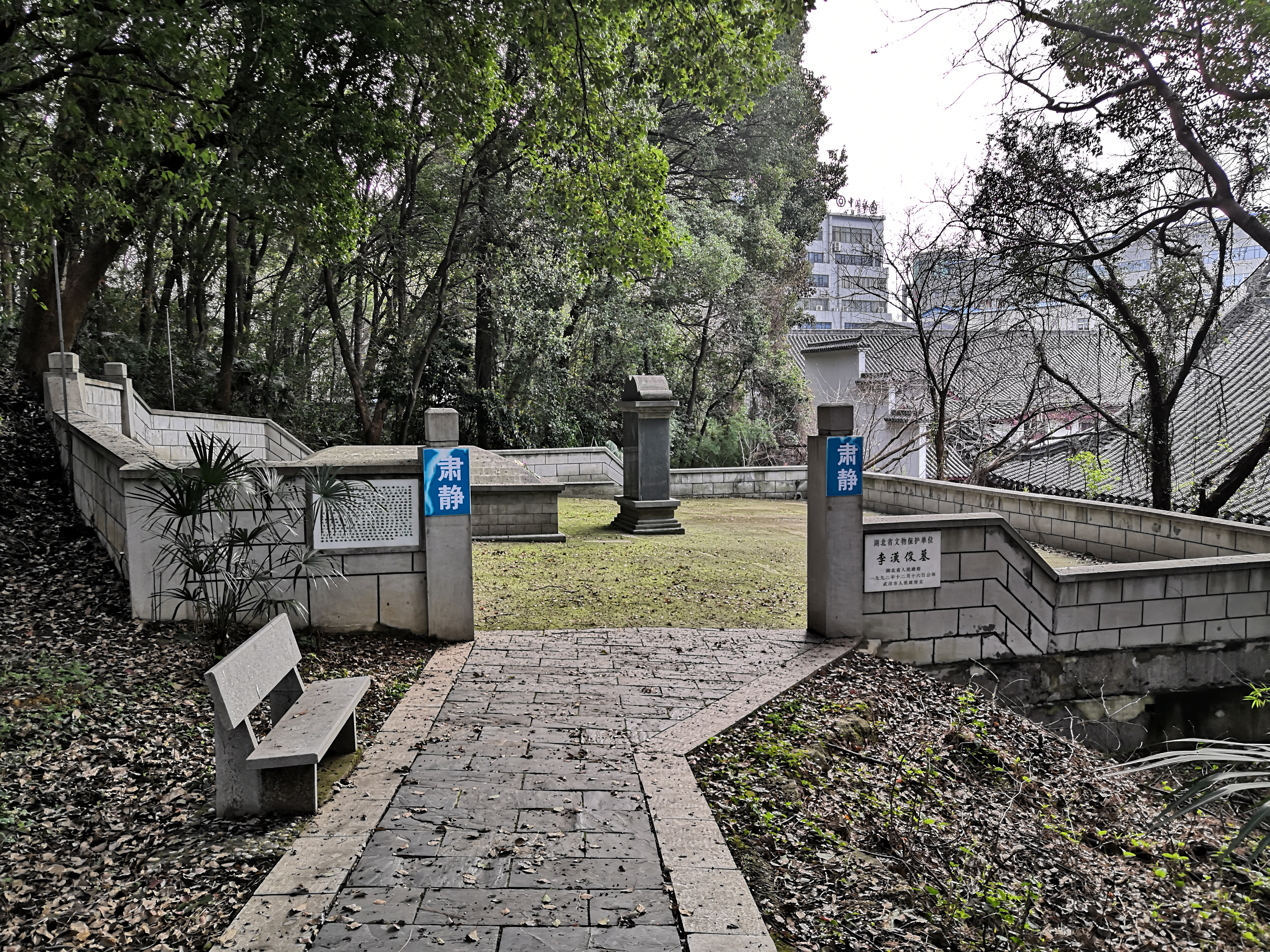
李汉俊墓门口 （2021年拍摄）
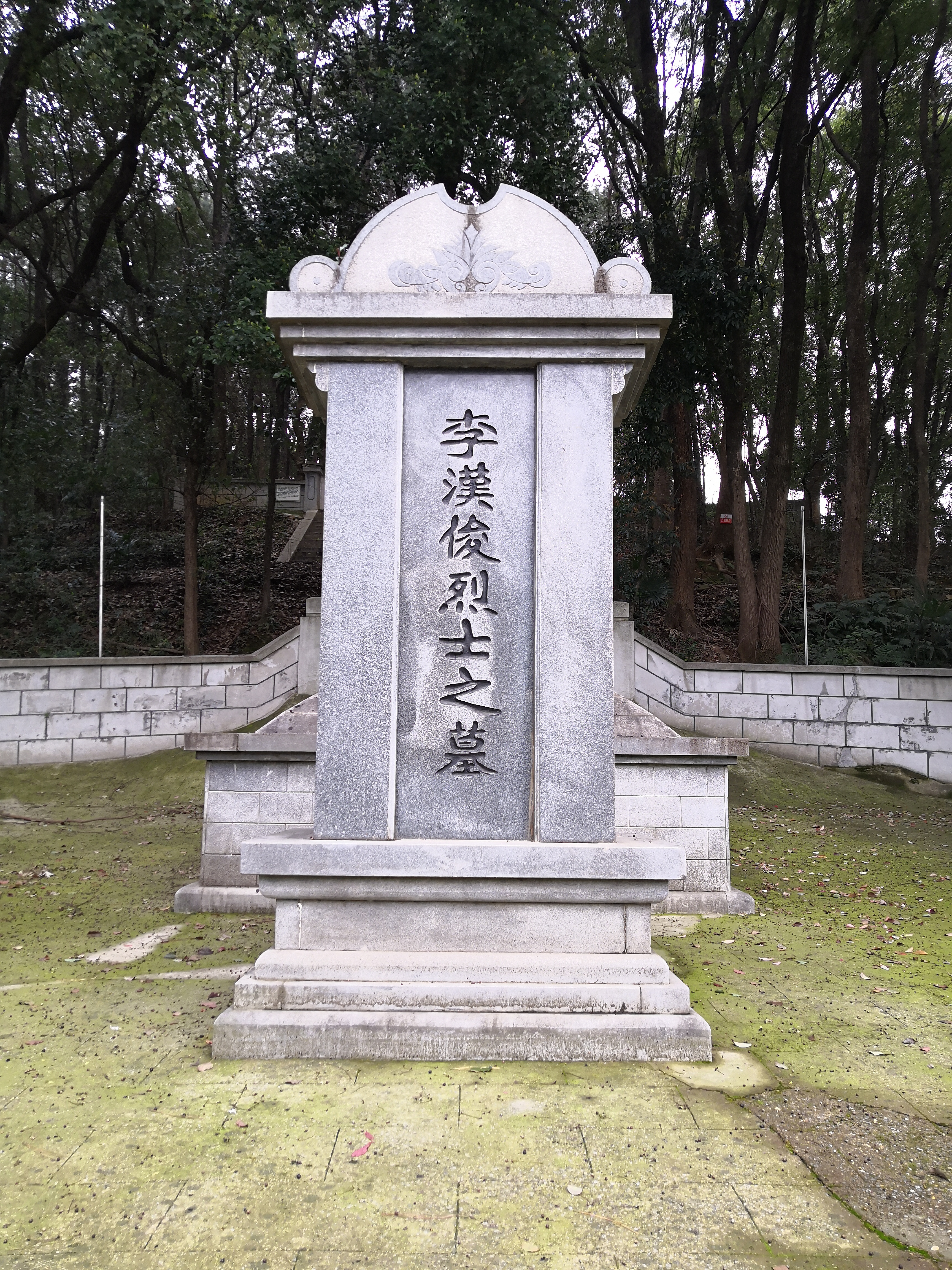
李汉俊墓墓碑 （2021年拍摄）
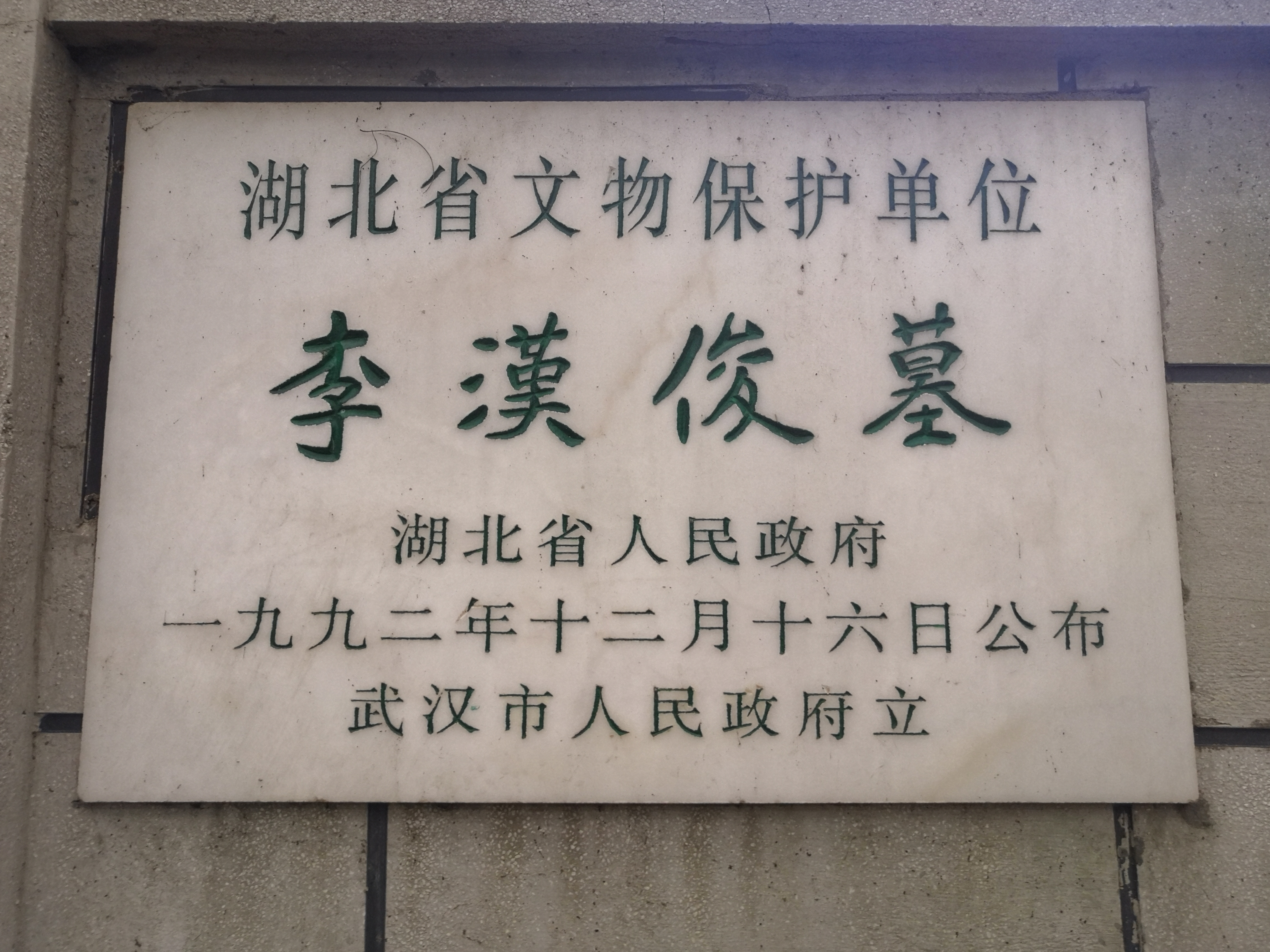
李汉俊墓文物保护单位标志 （2021年拍摄）

## 张森墓
2002年11月7日，张森墓被湖北省人民政府认定为湖北省文物保护单位。
其保护范围为：张森墓与辛亥首义烈士墓（一）、郝梦龄墓、李汉俊墓、孙武墓、吴兆麟墓、卓刀泉等实行联体保护。东面向外延伸至蓝天蔚墓冢东边缘以东40米，南面向外延伸至伏虎山山脊线，西面向外延伸至卓刀泉南路东侧规划道路红线，北面向外延伸至30米高程等高线。
其建设控制地带为：与辛亥首义烈士墓（一）、郝梦龄墓、李汉俊墓、孙武墓、吴兆麟墓、卓刀泉等实行联体控制。以保护范围为界，东面向外延伸至伏虎山山垭口，南面向外延伸至伏虎山南坡40米高程等高线，西面与保护范围重合，北面向外延伸至珞喻路南侧规划道路红线。

### 张森墓相册

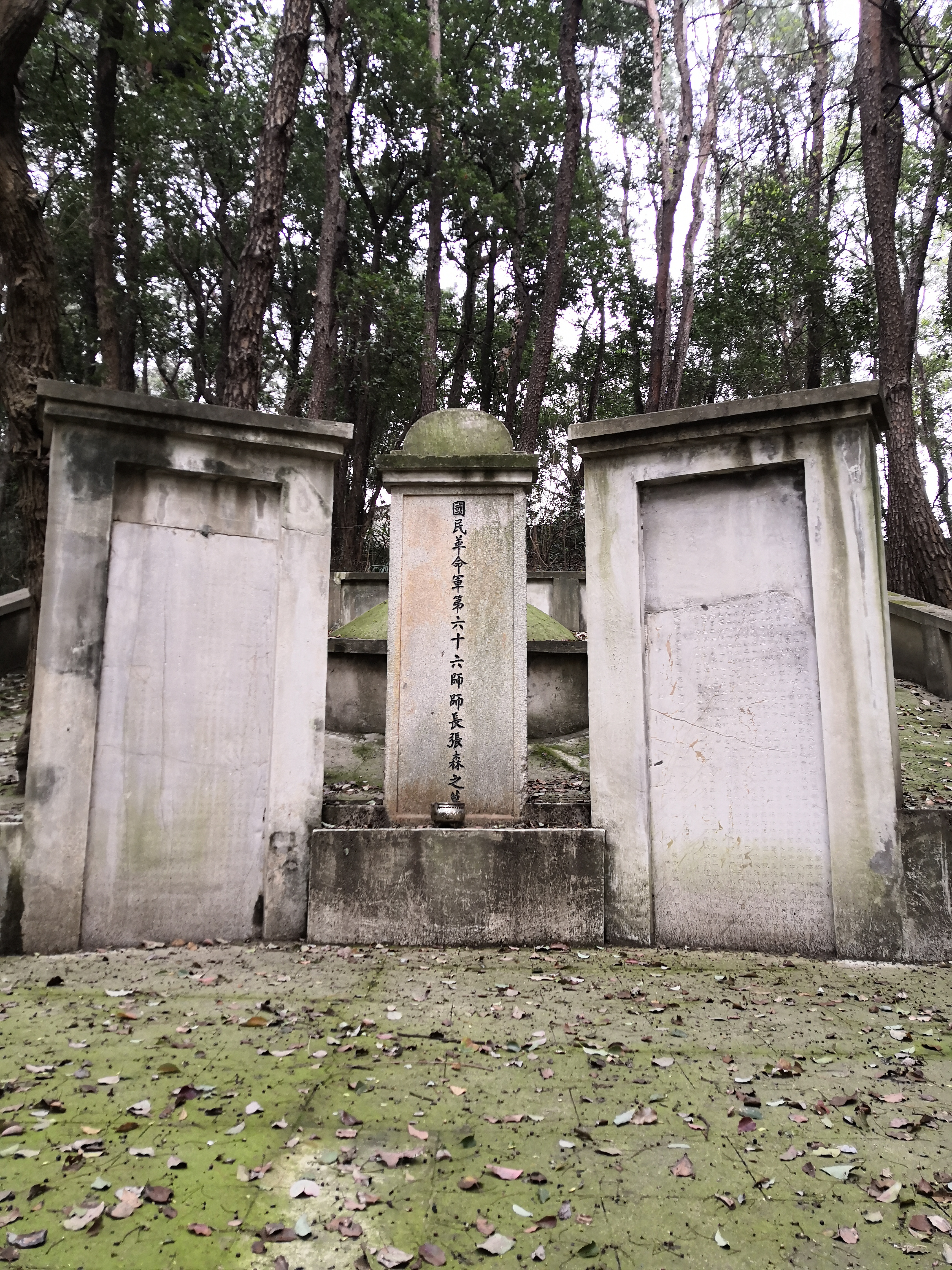
张森墓三块碑 （2021年拍摄）
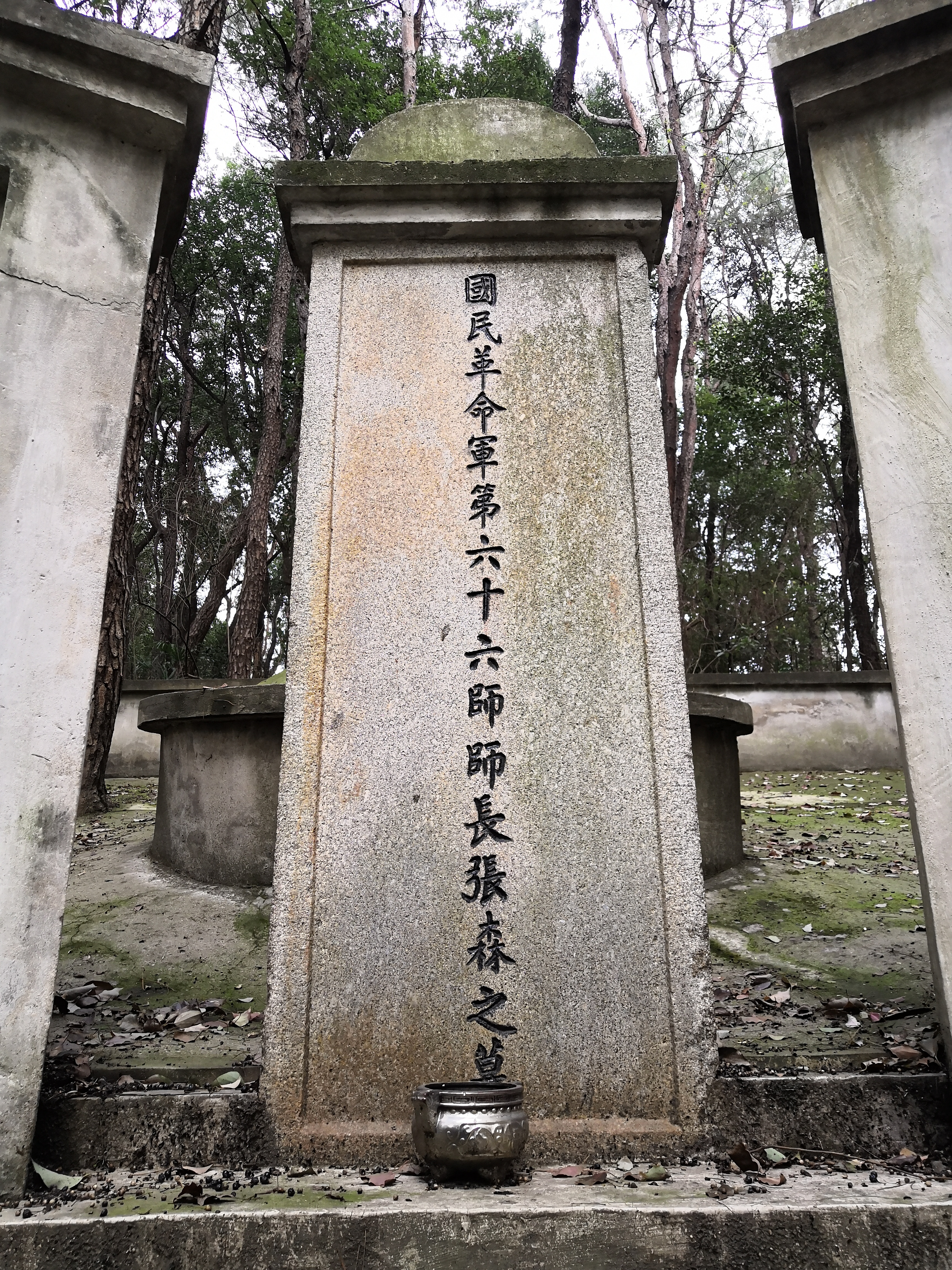
张森墓墓碑 （2021年拍摄）
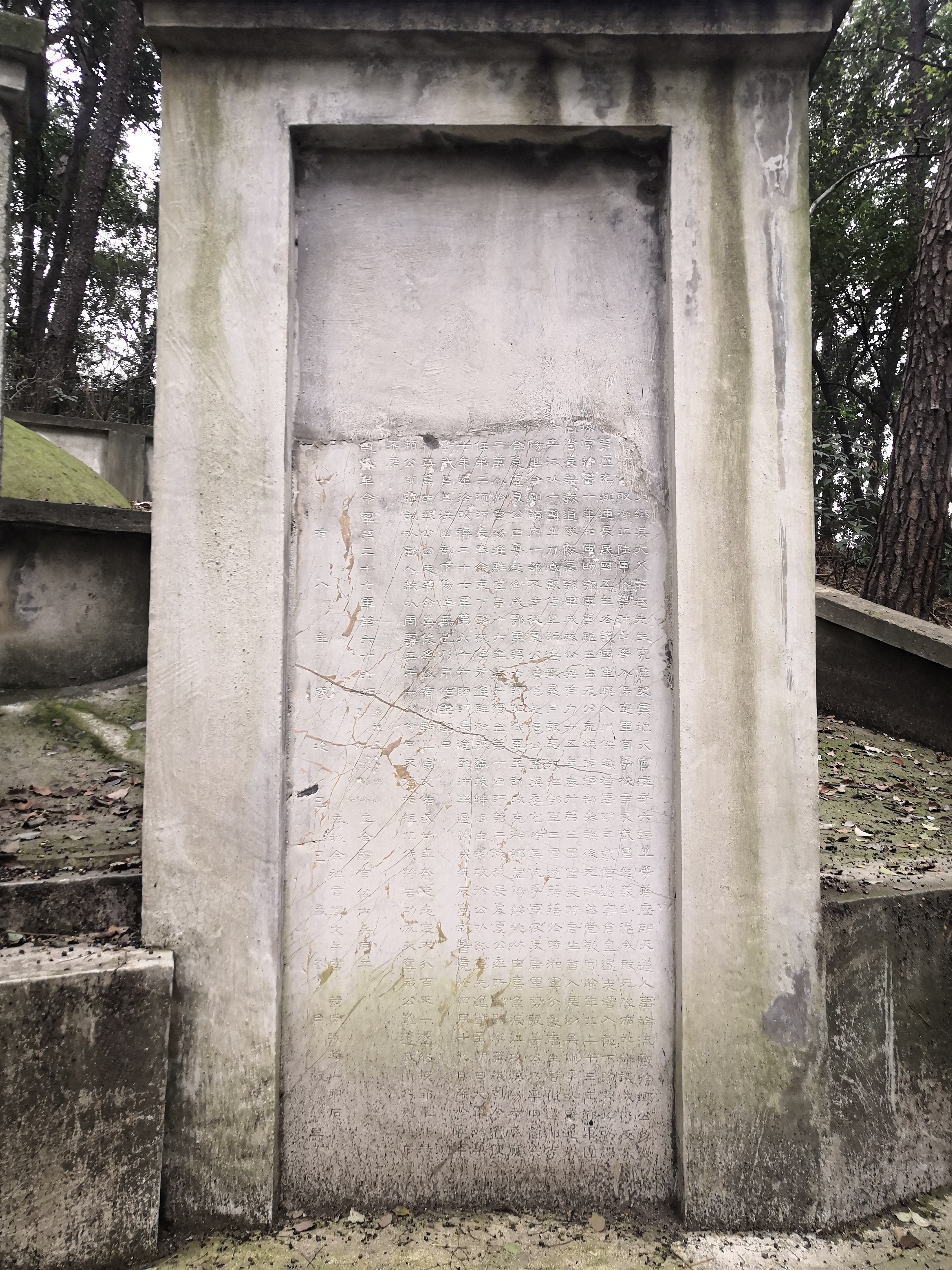
张森墓墓碑左侧石碑 （2021年拍摄）
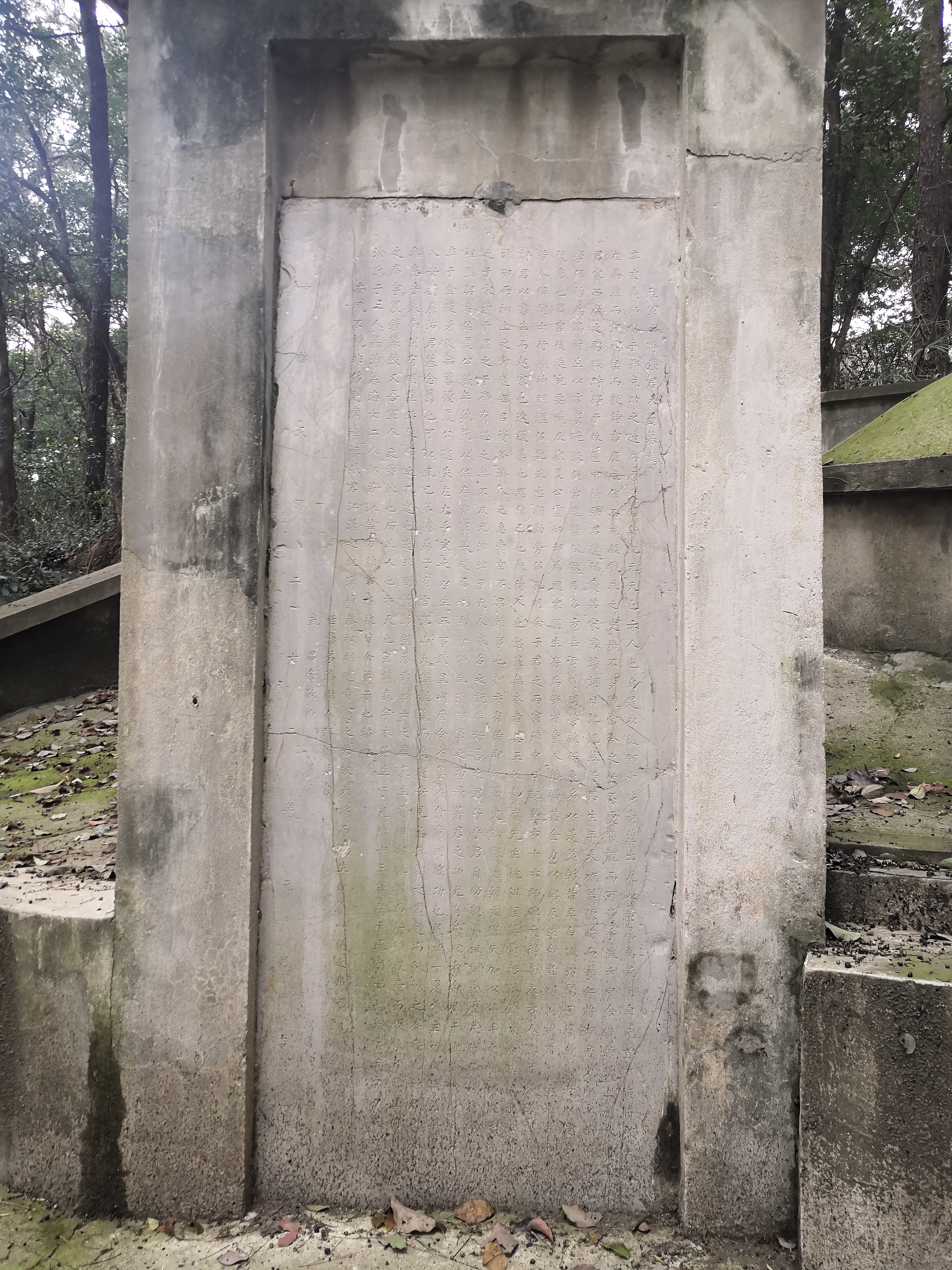
张森墓墓碑右侧石碑 （2021年拍摄）
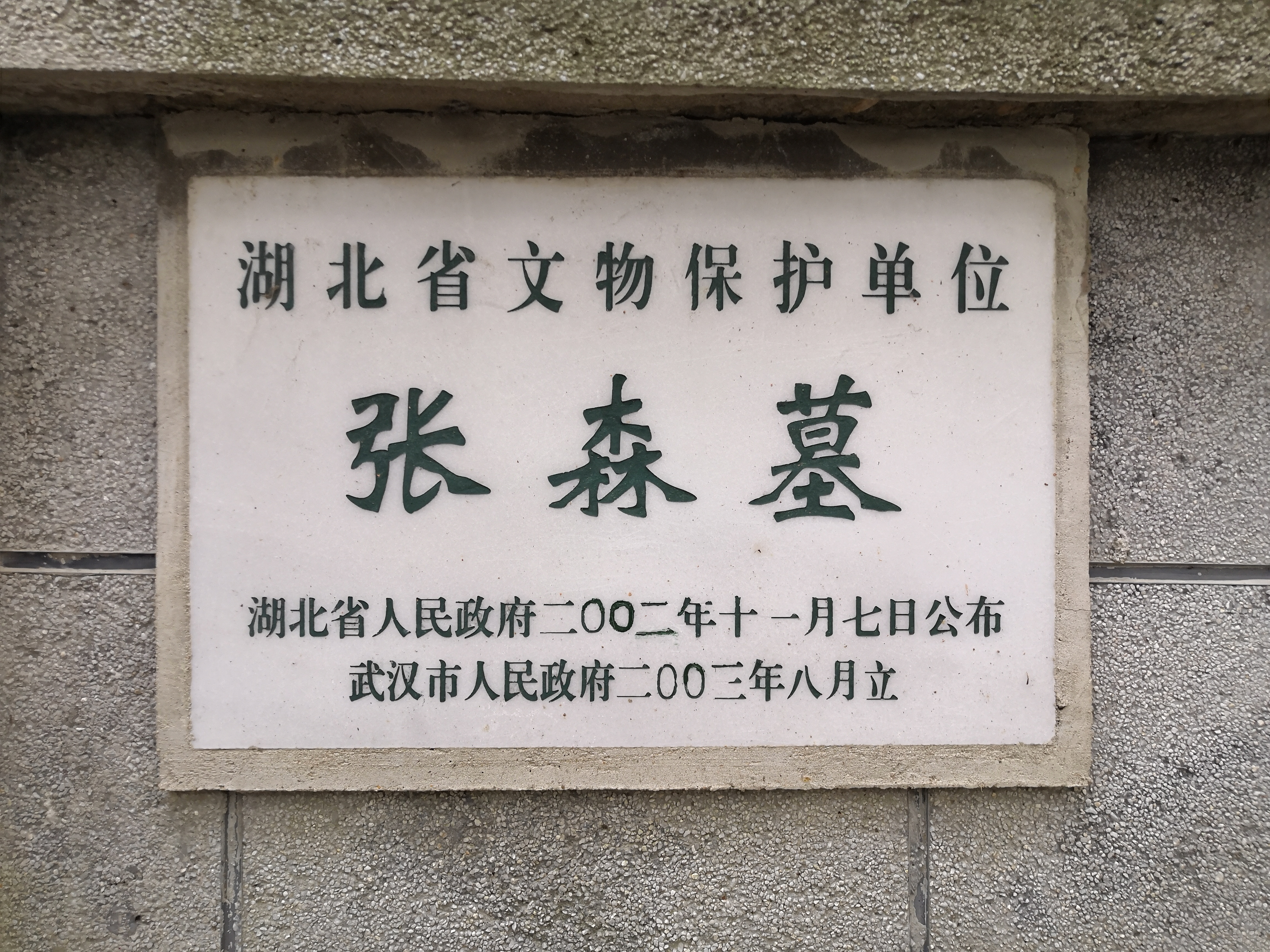
张森墓文物保护单位标志 （2021年拍摄）

## 吴兆麟墓
吴兆麟，1941年逝世。
原墓为白石水泥结构，毁于“文化大革命”。现墓为1981年原址重修。坐东朝西，占地约90平方米。墓冢为边长2.8米，高1.1米的正方形。墓碑高2.4米，上刻有墓名。四周有1米高的围墙。
2002年11月7日，吴兆麟墓被湖北省人民政府认定为湖北省文物保护单位。
2011年，吴兆麟墓曾被迁移。
其保护范围为：孙武、吴兆麟墓与辛亥首义烈士墓（一）、张森墓、李汉俊墓、郝梦龄墓、卓刀泉等实行联体保护。东面向外延伸至蓝天蔚墓冢东边缘以东40米，南面向外延伸至伏虎山山脊线，西面向外延伸至卓刀泉南路东侧规划道路红线，北面向外延伸至30米高程等高线。
其建设控制地带为：与辛亥首义烈士墓（一）、张森墓、李汉俊墓、郝梦龄墓、卓刀泉等实行联体控制。以保护范围为界，东面向外延伸至伏虎山山垭口，南面向外延伸至伏虎山南坡40米高程等高线，西面与保护范围重合，北面向外延伸至珞喻路南侧规划道路红线。

### 吴兆麟墓相册

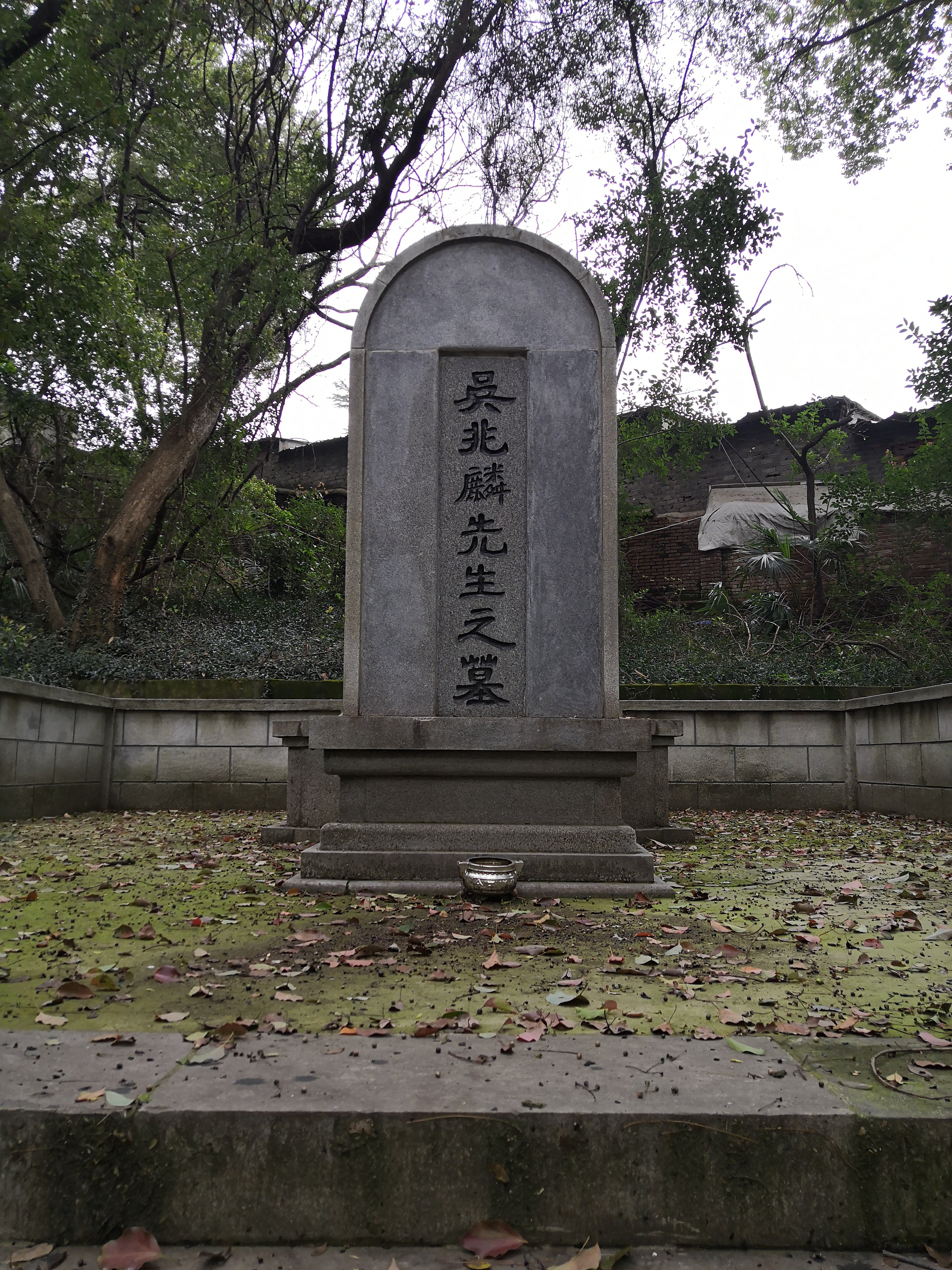
吴兆麟墓墓碑 （2021年拍摄）
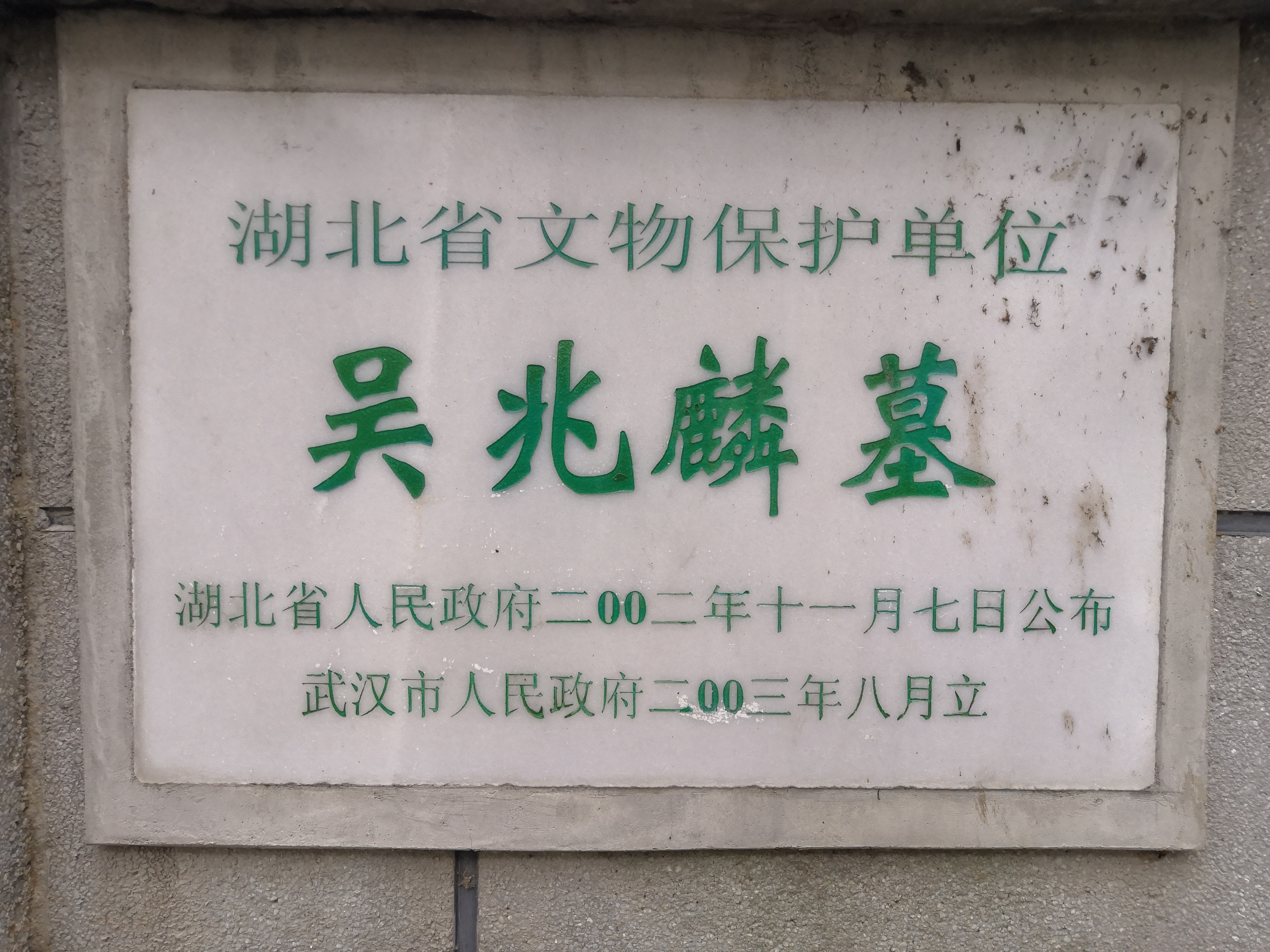
吴兆麟墓文物保护单位标志 （2021年拍摄）

## 孙武墓
孙武，1939年春因病去世。
灵柩先停灵于北京嘉兴寺，1941年浅葬北京拈花寺菜园，1957年迁葬北京东郊人民公墓。原墓毁于“文化大革命”。1981年，子女将骨灰运到武汉，武汉市人民政府将其葬于现址。墓坐东朝西，占地面积约90平方米，墓冢为边长2.8米的正方形，高1.1米，墓碑高2.4米，碑座长1.1米，宽0.8米，四周有高1米的围墙。
2002年11月7日，孙武墓被湖北省人民政府认定为湖北省文物保护单位。
其保护范围为：孙武、吴兆麟墓与辛亥首义烈士墓（一）、张森墓、李汉俊墓、郝梦龄墓、卓刀泉等实行联体保护。东面向外延伸至蓝天蔚墓冢东边缘以东40米，南面向外延伸至伏虎山山脊线，西面向外延伸至卓刀泉南路东侧规划道路红线，北面向外延伸至30米高程等高线。
其建设控制地带为：与辛亥首义烈士墓（一）、张森墓、李汉俊墓、郝梦龄墓、卓刀泉等实行联体控制。以保护范围为界，东面向外延伸至伏虎山山垭口，南面向外延伸至伏虎山南坡40米高程等高线，西面与保护范围重合，北面向外延伸至珞喻路南侧规划道路红线。

### 孙武墓相册

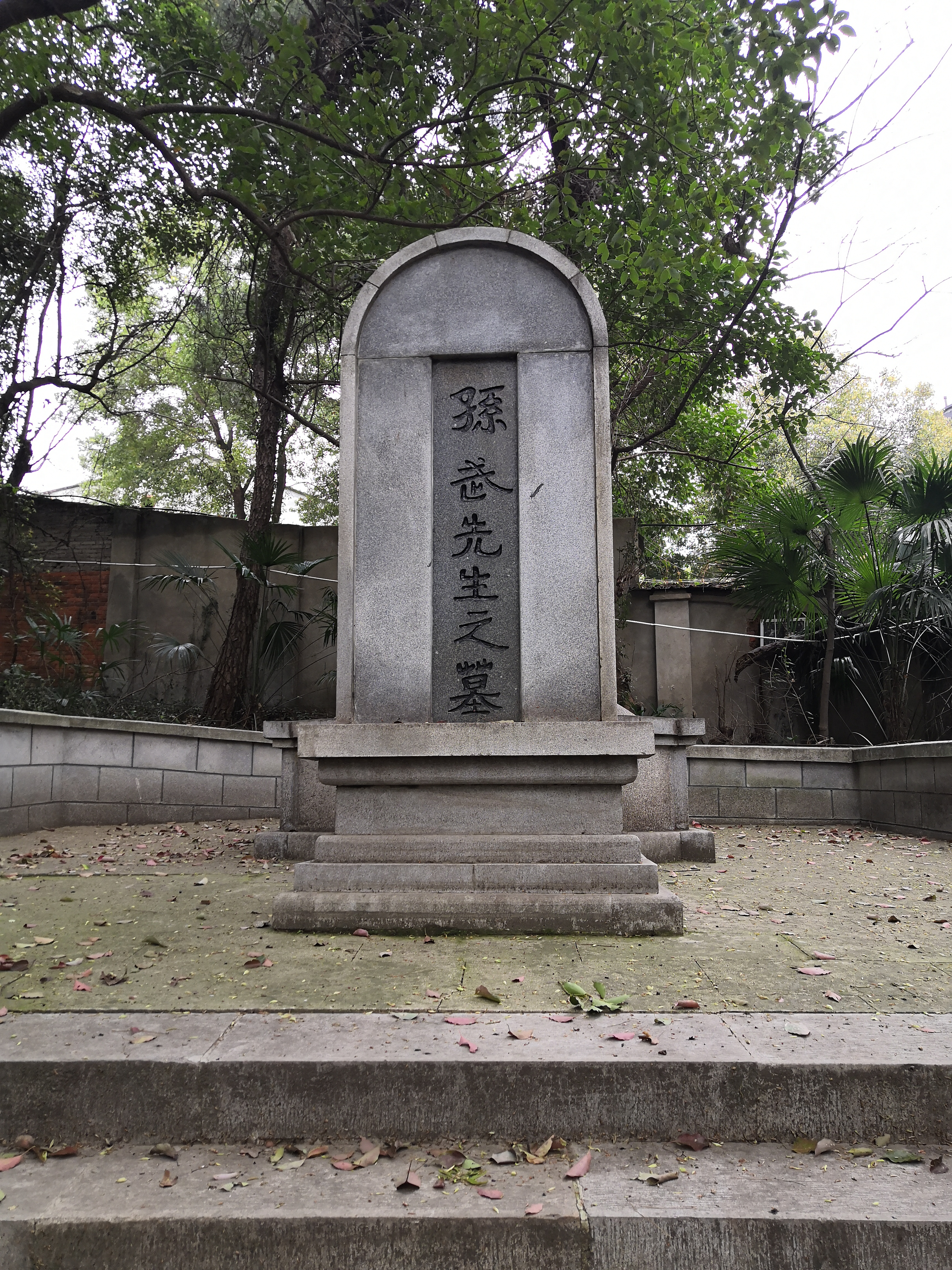
孙武墓墓碑 （2021年拍摄）
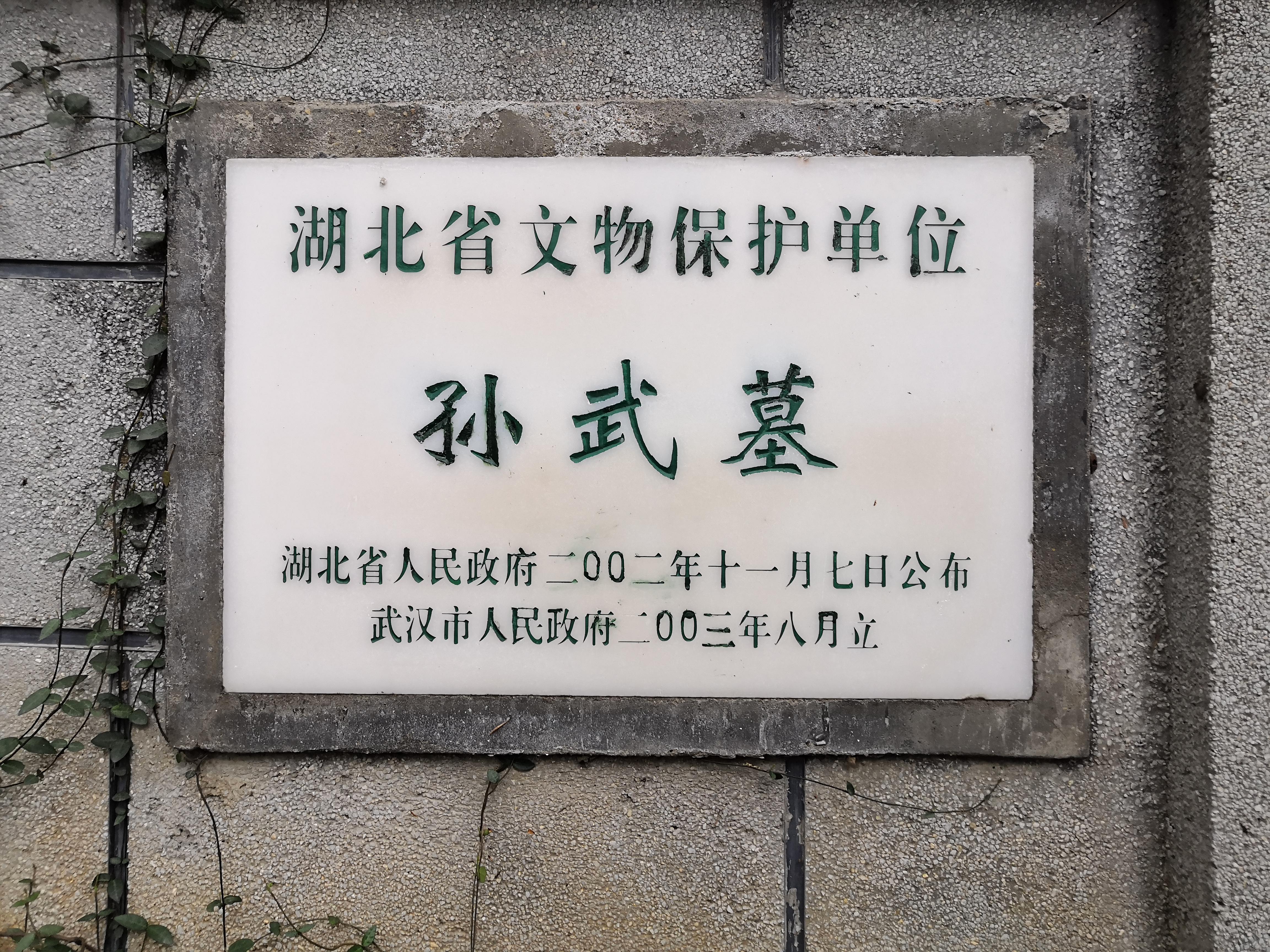
孙武墓文物保护单位标志 （2021年拍摄）